# John Henry Lewis
John Henry Lewis (San Francisco, 1º maggio 1914 – 18 aprile 1974) è stato un pugile statunitense.
La International Boxing Hall of Fame lo ha riconosciuto fra i più grandi pugili di ogni tempo.

## Gli inizi
Pugile afroamericano, divenne professionista nel 1930. Perse per squalifica il primo incontro, dopodiché vinse 19 incontri consecutivi, prima di perdere ai punti, nel 1932, contro Maxie Rosenbloom.
Nei 17 incontri successivi fece registrare 14 vittorie e 3 pari, uno dei quali con Young Firpo, prima di essere fermato, ai punti, da Jim Braddock. Dopo altre 11 vittorie consecutive, fu battuto ai punti di nuovo da Maxie Rosenbloom, nel 1935, per 2 volte.

## La carriera
Campione del mondo dei pesi mediomassimi dal 1935 al 1939, in quegli anni praticamente imbattibile nella propria categoria, ebbe la cattiva idea di affrontare Joe Louis per il titolo dei massimi.
L'incontro si svolse il 25 gennaio 1939, Lewis fu messo KO al primo round dopo aver subito 3 atterramenti.
Fu l'ultimo incontro di Lewis, che si dovette ritirare a nemmeno 25 anni, perché gli fu riscontrata la cecità all'occhio sinistro, che Lewis ammise essere conseguenza di una ferita riportata in un match svoltosi nel 1935.